# Комітет п'яти

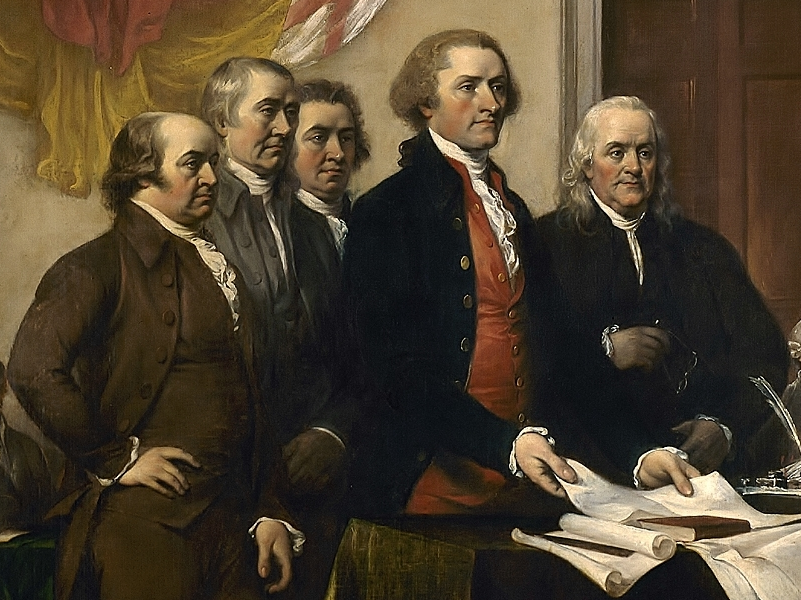
Картина Джона Трамбалла 1818 року, на якій зображено Комітет п’яти, який представляє свій проект Декларації незалежності Другому Континентальному конгресу у Філадельфії. Зліва направо: Джон Адамс, Роджер Шерман, Роберт Лівінгстон, Томас Джефферсон, Бенджамін Франклін.

Комітет п’яти Другого Континентального конгресу — був групою з п’яти членів, які розробили та представили Конгресу в Індепенденс-голлі Пенсильванії те, що стане Декларацією незалежності Сполучених Штатів від 4 липня 1776 року. Цей комітет Декларації діяв з 11 червня 1776 р. до 5 липня 1776 р., дня опублікування Декларації.
Комітет складався з Джона Адамса, Бенджаміна Франкліна, Томаса Джефферсона, Роберта Лівінгстона та Роджера Шермана.